# Joseph Susainathan
Joseph Susainathan (Kannada ಜೋಸೆಫ್ ಸೂಸೈನಾಥನ್ Jōseph Sūsaināthan; * 14. Mai 1964 in Bangalore) ist ein indischer römisch-katholischer Geistlicher und Weihbischof in Bangalore.

## Leben
Joseph Soosainathan studierte Philosophie am St. Peter’s Pontifical Seminary und Theologie am Priesterseminar St. Paul im Bistum Tiruchirappalli. Am 15. Mai 1990 empfing er durch Erzbischof Alphonsus Mathias das Sakrament der Priesterweihe für das Erzbistum Bangalore.
Nach der Priesterweihe war er in verschiedenen Gemeinden in der Pfarrseelsorge tätig, unter anderem als Kaplan an der Kathedrale des Erzbistums und zuletzt ab 2020 als Pfarrer an der Herz-Jesu-Kirche in Bangalore.
Papst Franziskus ernannte ihn am 13. Juli 2024 zum Titularbischof von Castra Galbae und zum Weihbischof in Bangalore. Der Erzbischof von Bangalore, Peter Machado, spendete ihm und dem mit ihm ernannten Weihbischof Arokia Raj Satis Kumar am 24. August desselben Jahres vor der Kathedrale von Bangalore die Bischofsweihe. Mitkonsekratoren waren Machados Amtsvorgänger Bernard Blasius Moras und der Bischof von Chikmagalur, Anthony Swamy Thomasappa.